# Museo d'arte sacra di San Leo
Il Museo Diocesano d'Arte Sacra di San Leo, allestito all'interno del piano nobile del Palazzo Mediceo, edificato tra 1517 e il 1523, è stato inaugurato nel 1996 per volere della Diocesi di San Marino-Montefeltro (1995 - 2004) e dell'Amministrazione Comunale di San Leo.

## Opere
Nel percorso museale, che si articola in quattro sale, sono presentate opere d'arte e suppellettile liturgica, provenienti dalla Concattedrale e dal territorio diocesano, databili dall'VIII al XIX secolo. 

### Sala I - Il Lapidario
La visita inizia dal Lapidario, che accoglie antichi reperti scultorei della città (VIII – XIII secolo), tra i quali spiccano:
- i frammenti del ciborio della Cattedrale (IX secolo) con la dedica a san Leone, patrono della città.

### Sala II - Sala del tabernacolo
In questa sala sono illustrati gli esordi della storia pittorica del leontino, raccogliendo al suo interno i più antichi manufatti pittorici:
- un crocifisso (XIV secolo);
- la Madonna della mela (1375 circa), tempera su tavola, di Catarino di Marco da Venezia;
- la pala d'altare raffigurante la Madonna con Gesù Bambino tra san Leone e san Marino (1487 - 1493), tempera su tavola, di Luca Frosino (pittore fiorentino allievo di Botticelli), proveniente dalla Concattedrale;
- il tabernacolo ligneo, intagliato e dipinto, proveniente dal convento francescano di Sant'Igne che rappresenta uno dei manufatti più importanti del Rinascimento nel Montefeltro.

### Sala III - Sala del Seicento
Al Seicento, è dedicata la terza sala, dove sono esposte molti dipinti, commissionati secondo le disposizioni liturgiche del Concilio di Trento, che prevedevano un rinnovamento degli edifici ecclesiastici sia negli arredi che nelle immagini. Tra le opere spiccano:
- Santa Rita da Cascia (1636), olio su tela, di Giovan Francesco Guerrieri;
- la Deposizione (XVII secolo), olio su tela, di Giovan Francesco Barbieri.

### Sala IV - Sala dei Paliotti
L'ultima sala, è dedicata ai paliotti, rivestimenti liturgici, che decoravano gli altari delle chiese medievali. Gli esemplari più antichi sono costituiti da lastre di pietra scolpite e decorate, successivamente sostituite da materiali come avorio, metallo, legno o stoffe pregiate, opportunamente scelte in base alle solennità.
Completano l'itinerario museale:
- il Deposito, spazio un tempo adibito alle macchine di scena del teatro sottostante, oggi riservato alle opere bisognose di restauro o di minor pregio;
- il Corridoio delle finestre, suggestivo ambiente dedicato alle mostre temporanee.